# 용암호

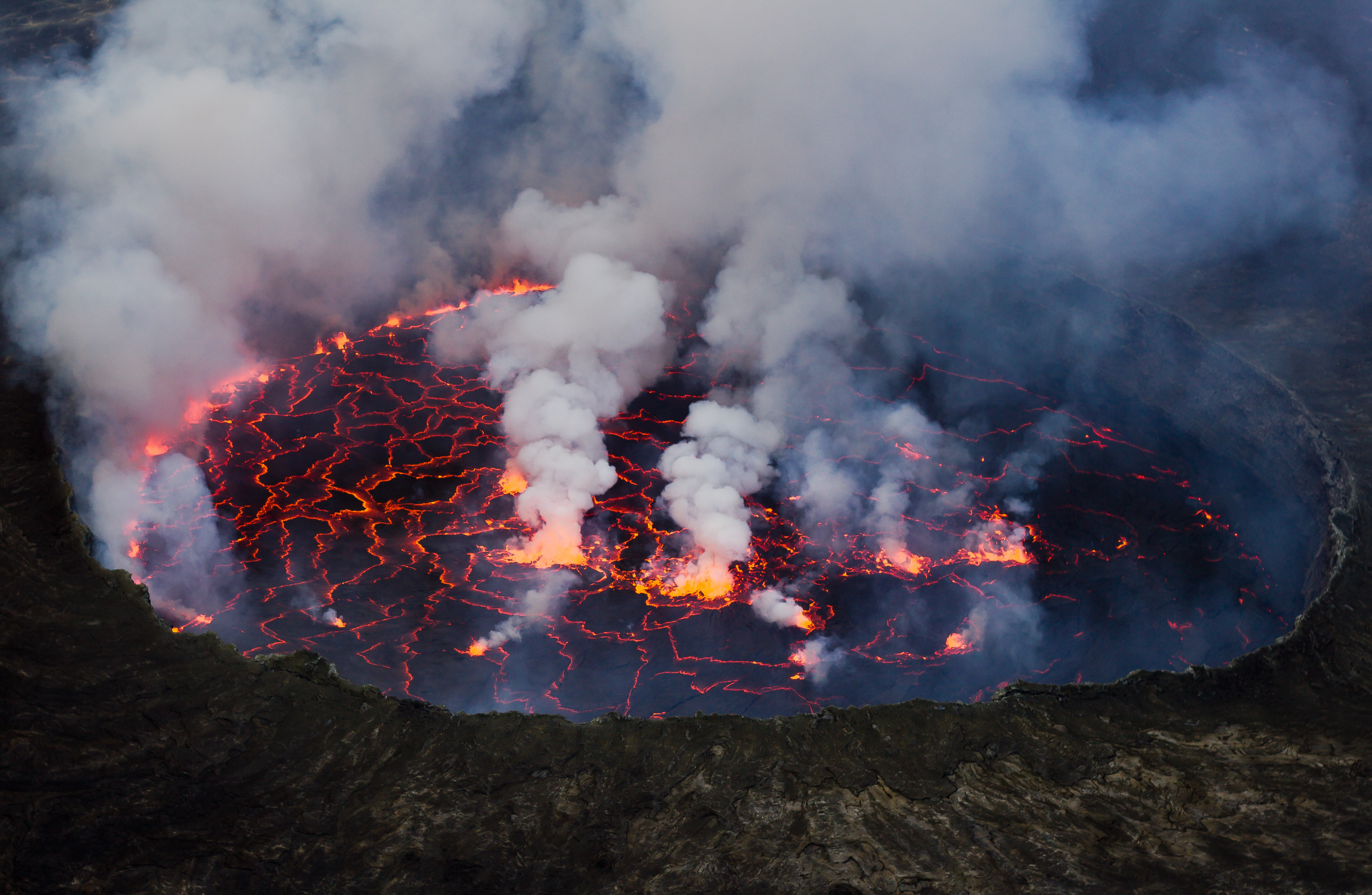
니라공고산의 용암호

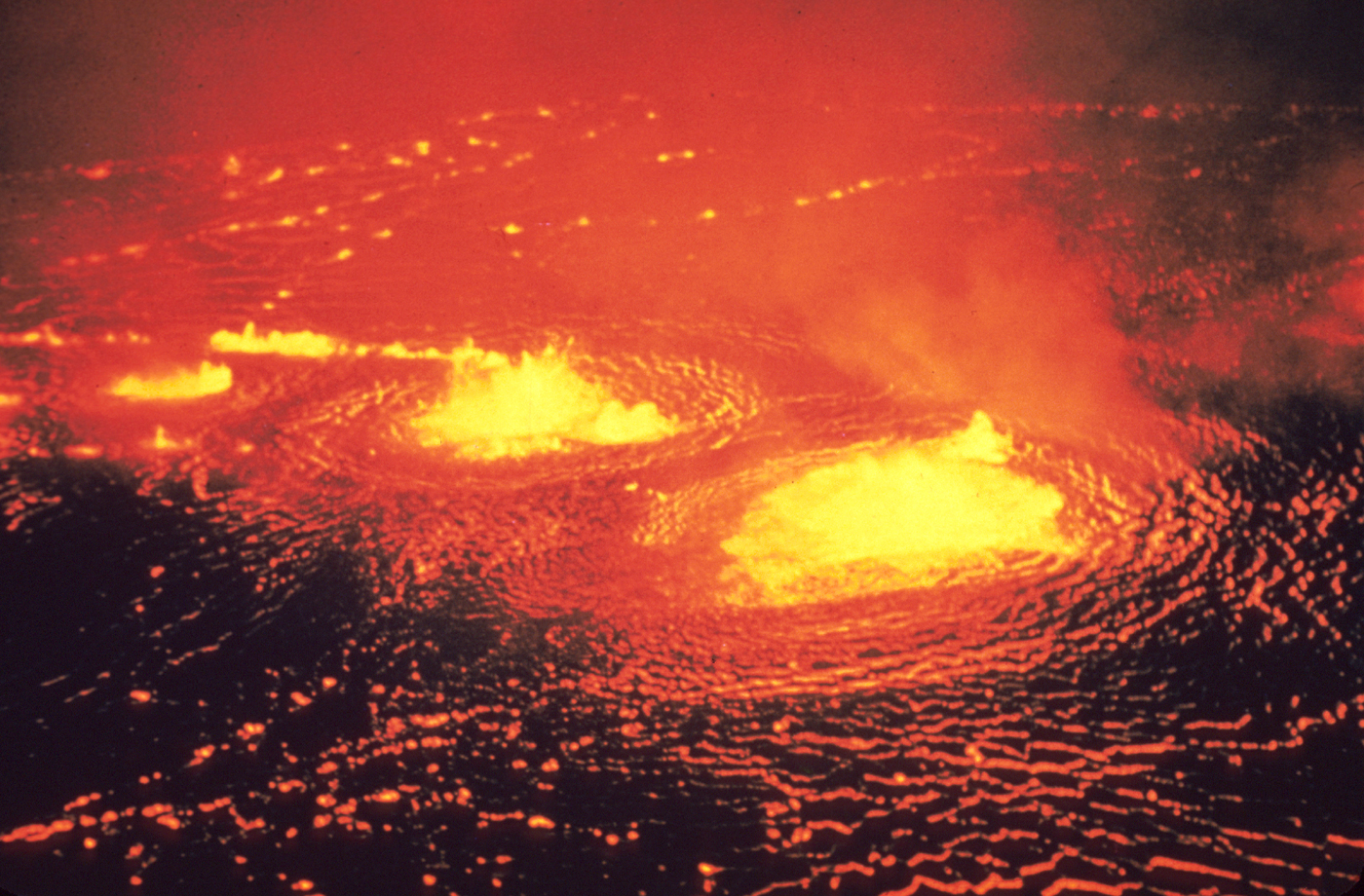
1954년 킬라우에아산의 할레마우마우 분화구에 존재했던 대형 용암호

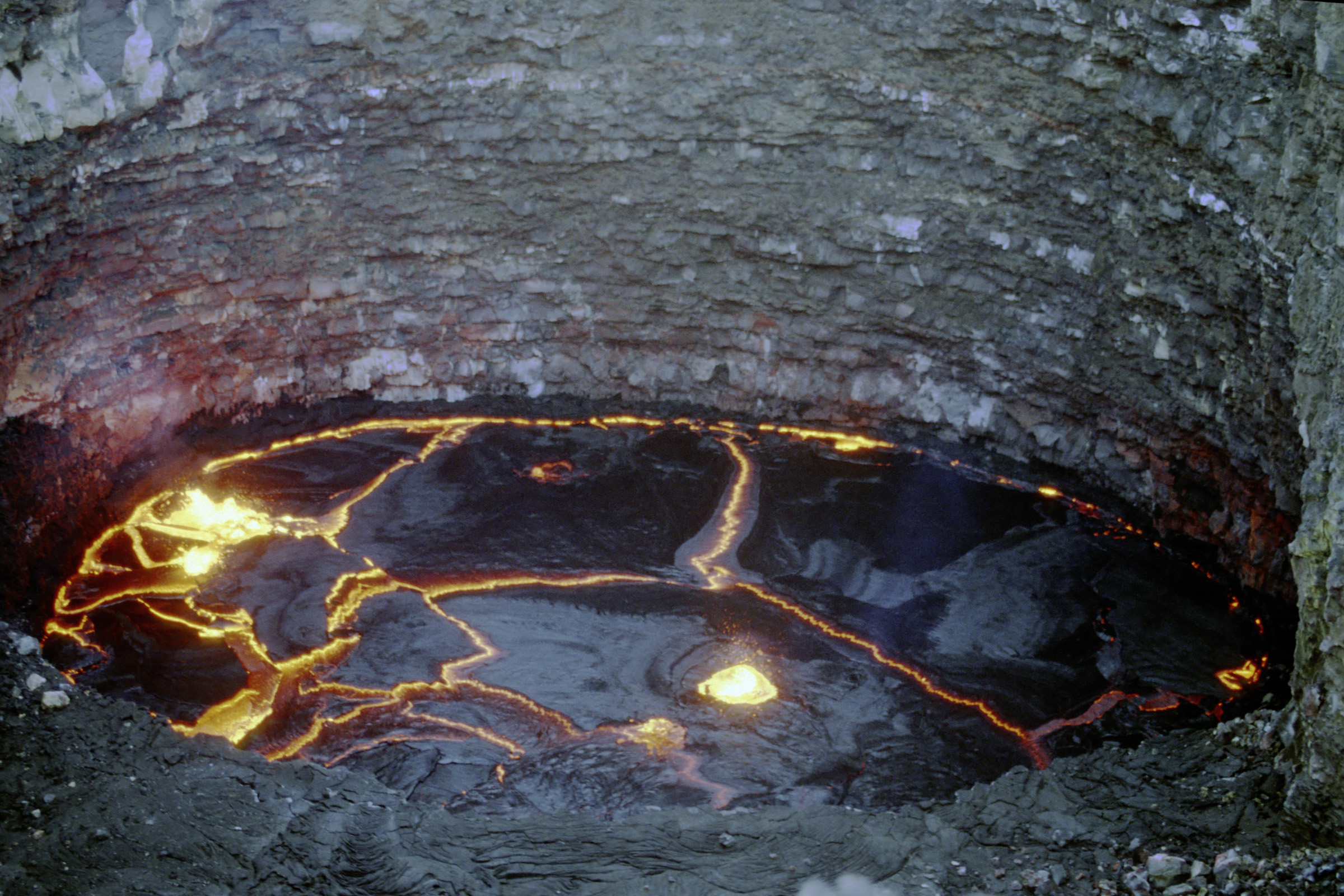
에르타 알레산의 용암호

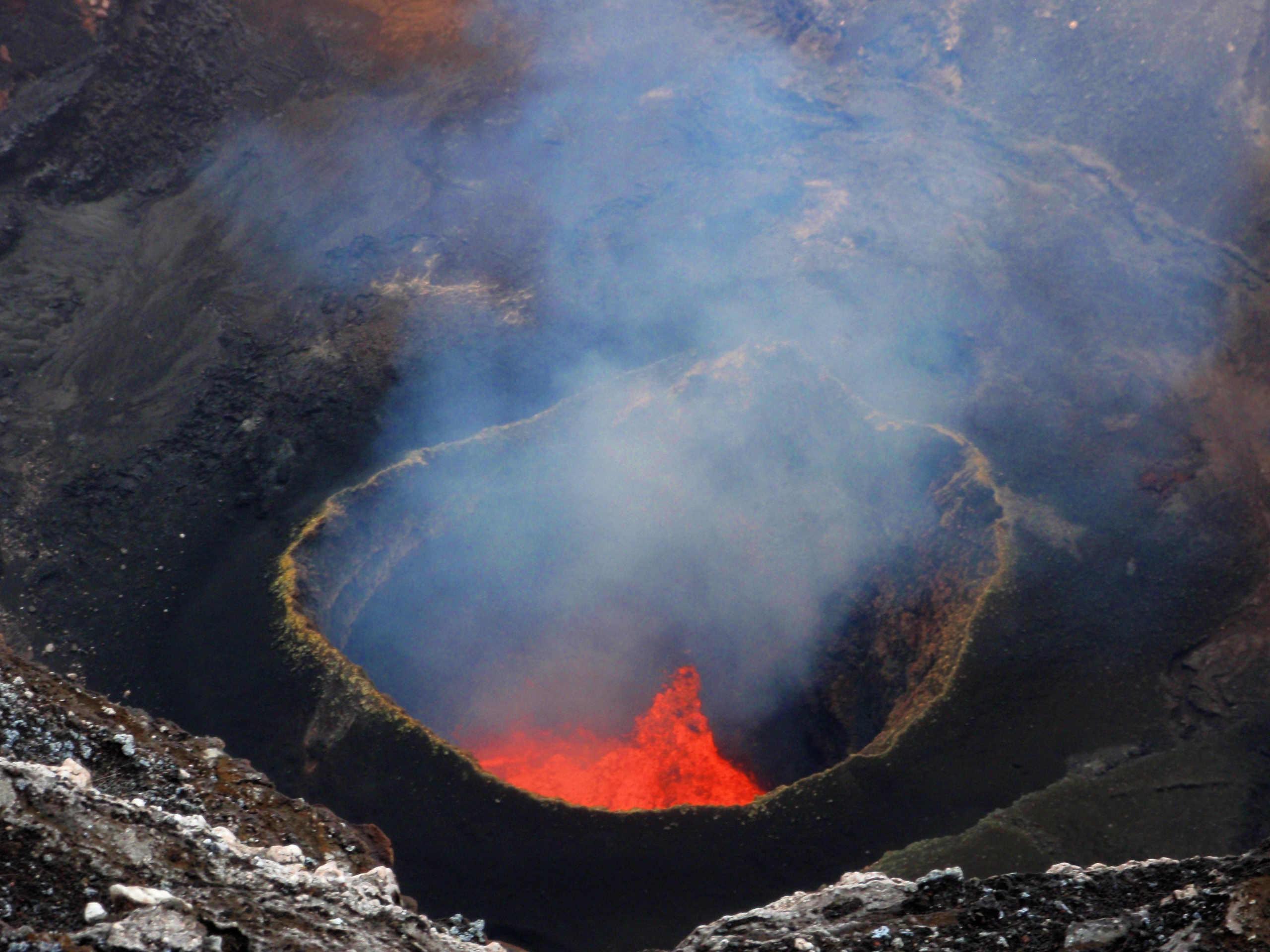
암브림섬 마룸 분화구의 용암호

용암호(Lava Lake)는 대량의 용암이 화구 안에 호수처럼 고여있는 화산 지형이다. 주로 현무암질이며, 때문에 용암호의 용암은 점성이 낮고 잘 흐른다. 때때로 굳어지기도 하며, 이 때는 표면에 암석판이 생긴다. 용암호라는 용어는 녹은 암석이 고인 것이나 굳은 암석이 채우고 있는 것 둘 다 묘사할 때 사용된다. 가장 큰 용암호는 콩고민주공화국의 니라공고산에 있으며, 가장 격렬하게 끓는 용암호는 암브림섬에 있다.

## 현재 용암호가 존재하는 화산
- 킬라우에아산 푸우오오, 할레마우마우 분화구
- 니라공고산(세계 최대의 용암호)
- 암브림섬 벤보, 마룸 분화구
- 에르타 알레산
- 에러버스산
- 니아물라기라산
- 비야리카산
- 마사야산(2015년 말 생성~현재 존재함)

## 과거 용암호가 존재했던 화산
- 쉬르트세이섬(1964년 잠시 존재함)
- 스트롬볼리섬(1986년과 1999년)
- 마타바누산(사모아의 화산, 1905년-1911년 분화 동안 존재함)
- 카르탈라산(2005년 분화 말기부터 2006년 분화 동안 존재)
- 에트나산(1974년 존재)
- 파카야산(2000년과 2001년)
- 미하라산(1986년)
- 톨바칙산(1964년)
- 페르난디나섬(1995년)
- 카펠리뉴스 화산(1958년)

## 불확실한 경우
- 텔리카 화산(1971년, 1999-2000년 존재 가능성)
- 퉁구라우아산(1999년 존재 가능성)
- 토푸아섬(2004년, 2006년 존재 가능성)
- 나브로 화산(2012년 존재 가능성)

## 나트로카보나타이트 용암호
세계에서 유일한 나트로카보나타이트 용암호는 탄자니아의 올도이뇨 렝가이 화산에 있다. 이곳의 용암은 잘 흐르고 빠르며 온도가 낮다(약 섭씨 510도)